# Molino de Hussein Day
El Molino de Hussein Day o Molino Narbonne es un antiguo molino harinero que se ubica sobre la calle Trípoli, en el municipio de Hussein Dey, en la provincia de Argel, en Argelia, fundado por Louis-Gonzague Narbonne en 1864.

## Historia
El edificio del primer molino fue construido en 1862 por Louis-Gonzague Narbonne (1828-1893). Dotado de ocho elementos, el molino permite entonces procesar 350 a 400 quintales de trigo por día.
En junio de 1941 un incendio devastó la sala de máquinas, causando heridos y daños estimados en 300 000 francos.
Hasta 1945, el molino fue reconstruido en varios periodos.  Después de la guerra de Argelia, fue nacionalizado en beneficio de la SN Sempac, una sociedad nacional de semolineras, trigueras, fábricas de pastas alimentarias y cuscús, para ser reestructurada poco después en varias empresas de industria agrícola y derivada. El edificio del viejo molino es propiedad de la Asamblea Popular Comunal de Hussein Dey.
En 2010, una valoración de un organismo nacional del control técnico de la construcción del Ministerio del hábitat, del urbanismo y de la ciudad anunció que la estructura tenía que ser demolida. Esta decisión se retrasó en 2013 con la realización del proyecto del Tranvía de Argel.
En 2021 se ha anunciado nuevamente su demolición, suscitando oposición de vecinos y ciudadanos de Argel. Una iniciativa ciudadana ha anunciado trabajar por su preservación y que el edificio se conserve como un centro cultural comunitario.